# Helena Bereska
Helena Bereska (ur. 1907) – polska „Sprawiedliwa wśród Narodów Świata”. 

## Życiorys
W trakcie II wojny światowej Helena Bereska, córka Zenona, mieszkała w Krakowie. Pomagała żydowskiej rodzinie Kernerów: Izraelowi wraz z żoną i córką Beatą, u których pracowała jako służąca. Początkowo, gdy Izrael wyjechał do sowieckiej strefy okupacyjnej, starała się nieść pomoc jego żonie i dziecku: ukrywała ich u swojego brata podając je za Polki. Wkrótce jednak, wobec gróźb i ryzyka wykrycia przez Niemców, została zmuszona do znalezienia dla nich nowego lokum, początkowo w Krakowie, później w Wieliczce. W 1941 r. pojechała po Izraela, który przyjechał do rodziny i wraz z nią został umieszczony w getcie w Wieliczce. Zginął wraz z żoną podczas jego likwidacji. Helena Bereska zaopiekowała się ich córką, Beatą, którą traktowała jak córkę. Obie zamieszkały nieopodal Krosna, z dala od szukających ich Niemców. Dzięki temu Beata przetrwała wojnę, pozostając u Heleny aż do 1950 r. gdy odnalazła ją ciotka i zabrała do nowej ojczyzny – Izraela.
17 maja 1973 r. Instytut Jad Waszem uhonorował Helenę Bereskę medalem „Sprawiedliwy wśród Narodów Świata”.